# Philadelphia Film Festival
Il Philadelphia Film Festival è un festival cinematografico fondato dalla Philadelphia Film Society e si tiene annualmente a Filadelfia. Il festival si svolge nella seconda parte del mese di ottobre in diversi luoghi della grande area metropolitana di Filadelfia, tra cui, The Ritz 5, Ritz East, International House, Prince Music Theater e The Annenberg Center. La rassegna propone oltre 200 film con oltre 50 registi e ospiti del settore. Il festival promuove film che altrimenti potrebbero non essere visti nell'area di Filadelfia.

## Storia
Il festival annuale, fondato nel 1991, ha una durata di due settimane ed è uno dei più longevi festival cinematografici della città. Fino al 2009 si è generalmente svolto durante le prime settimane di aprile. Nel 2007, il Philadelphia Film Festival ha aggiunto la componente Student, la selezione dei vincitori del Greater Philadelphia Student Film Festival. Nel 2009 il festival del cinema ha spostato le sue date dalla primavera all'autunno. Precedenti categorie ospitate dal festival comprendono cortometraggi, Spotlights, vetrina documentari, categoria indipendenti americani, e maestri del cinema. Nella 20ª edizione del Festival sono stati venduti circa 35.000 biglietti per oltre 250 proiezioni.. Il Philadelphia Film Festival ospita diversi eventi che vanno ad arricchire il pur nutrito programma cinematografico della rassegna, tra cui incontri con registi, riunioni per operatori del settore dell'industria cinematografica e proiezioni speciali.
Il Philadelphia Film Festival propone concorsi per studenti ma anche una vetrina di film nella categoria Greater Filmadelphia, riguardante film locali.
La Philadelphia Film Society ospita non solo i festival, ma ha anche creato altri eventi come il Movie Monday (il film del lunedì) al Trocadero Theatre, seminari per aspiranti registi e laboratori di sceneggiatura.

## Biglietteria
I biglietti per il festival del cinema vengono venduti tramite la Philadelphia Film Society, che, per i suoi membri, effettua sconti, anche nel caso di alcune anteprime assolute.